# Gimcheon
Gimcheon (kor. 김천시) – miasto w Korei Południowej, w prowincji Gyeongsang Północny. Liczy około 150 tys. mieszkańców.